# Bakary Sako
Bakary Sako (ur. 26 kwietnia 1988 w Ivry-sur-Seine) – malijsko-francuski piłkarz występujący na pozycji pomocnika we francuskim klubie AS Saint-Étienne.

## Życiorys

### Kariera klubowa
Sako zawodową karierę rozpoczynał w sezonie 2005/2006 w drugoligowym klubie LB Châteauroux. W Ligue 2 zadebiutował 12 maja 2006 w wygranym 4:1 meczu z SC Bastią. Od czasu debiutu był rezerwowym graczem Châteauroux. 2 maja 2008 w przegranym 1:2 spotkaniu ze Stade Brestois 29 strzelił pierwszego gola w trakcie gry w Ligue 2. W sezonie 2008/2009 stał się podstawowym graczem Châteauroux.
Latem 2009 przeszedł do pierwszoligowego AS Saint-Étienne. W Ligue 1 pierwszy mecz zaliczył 8 sierpnia 2009 przeciwko OGC Nice (0:2).
29 sierpnia 2012 podpisał kontrakt z angielskim Wolverhampton Wanderers F.C.
2 października 2018 został zawodnikiem West Bromwich Albion F.C. na zasadzie kontraktu obowiązującego do końca sezonu 18/19.
27 stycznia 2019 podpisał półroczny kontrakt z angielskim klubem Crystal Palace F.C.
| Sezon   | Klub                 | Kraj    | Rozgrywki      | Mecze | Bramki | Rozgrywki Europy | Mecze | Bramki |
| ------- | -------------------- | ------- | -------------- | ----- | ------ | ---------------- | ----- | ------ |
| 2005/06 | LB Châteauroux       | Francja | Ligue 2        | 1     | 0      | -                | -     | -      |
| 2006/07 | LB Châteauroux       | Francja | Ligue 2        | 17    | 0      | -                | -     | -      |
| 2007/08 | LB Châteauroux       | Francja | Ligue 2        | 15    | 1      | -                | -     | -      |
| 2008/09 | LB Châteauroux       | Francja | Ligue 2        | 35    | 8      | -                | -     | -      |
| 2009/10 | AS Saint-Étienne     | Francja | Ligue 2        | 30    | 1      | -                | -     | -      |
| 2010/11 | AS Saint-Étienne     | Francja | Ligue 2        | 38    | 7      | -                | -     | -      |
| 2011/12 | AS Saint-Étienne     | Francja | Ligue 1        | 36    | 5      | -                | -     | -      |
| 2012/13 | AS Saint-Étienne     | Francja | Ligue 1        | 2     | 0      | -                | -     | -      |
| 2012/13 | Wolverhampton        | Anglia  | Championship   | 37    | 9      | -                | -     | -      |
| 2013/14 | Wolverhampton        | Anglia  | League One     | 40    | 12     | -                | -     | -      |
| 2014/15 | Wolverhampton        | Anglia  | Championship   | 41    | 15     | -                | -     | -      |
| 2015/16 | Crystal Palace       | Anglia  | Premier League | 20    | 2      | -                | -     | -      |
| 2016/17 | Crystal Palace       | Anglia  | Premier League | 7     | 0      | -                | -     | -      |
| 2017/18 | Crystal Palace       | Anglia  | Premier League | 16    | 3      | -                | -     | -      |
| 2018/19 | West Bromwich Albion | Anglia  | Championship   | 5     | 0      | -                | -     | -      |
| 2018/19 | Crystal Palace       | Anglia  | Premier League | 4     | 0      | -                | -     | -      |

Stan na: 14 maja 2019 r.

### Kariera reprezentacyjna
W 2009 Sako zadebiutował w reprezentacji Francji U-21.